# Lozère
Lozère là một tỉnh của Pháp, thuộc vùng hành chính Occitanie, tỉnh lỵ Mende, bao gồm 2 quận với các quận lỵ còn lại là: Florac.